# Cochons aérodynamiques
Cochons aérodynamiques (Den strømlinede gris) est un documentaire réalisé par Joorgen Roos, sorti en 1951, et est considéré comme l'un de ses meilleurs films.

## Synopsis
Comment le Danemark a spécialisé l'élevage des cochons avec de nouvelles méthodes scientifiques dans des fermes modernes.

## Fiche technique
Sauf indication contraire ou complémentaire, les informations contenues dans cette section proviennent de The American Marshall Plan Film Campaign and the Europeans.
- Titre original : Den strømlinede gris
- Titre français : Cochons aérodynamiques
- Réalisation : Jørgen Roos (comme Joorgen Roos)
- Image : Arn Jensen
- Dessin : Bent Barfod
- Musique : Bent Fabricius-Bjerre
- Société de production : Teknisk Film Cie
- Société de distribution : United States Information Service
- Pays d'origine : Danemark[5]
- Langue originale : danois
- Genre : Documentaire
- Format : Noir et blanc
- Durée : 10 minutes
- Date de sortie : 1951

## Récompense
- La Hache d’Or au festival Internazionale del Film Agricolo à Rome en 1953[6].
- Lors de la 6e cérémonie des British Academy Film Awards le film est nommé dans la catégorie du Meilleur film documentaire[7].

## Postérité
- Cochons aérodynamique s'inscrit dans l'aide américaine du plan Marshall en vue d'améliorer l'économie et les moyens de production en Europe, ici au Danemark[8],[9].
- Ce court métrage apparaît dans le documentaire Mission France, la croisade de l'abondance réalisé par Henry Colomer en 2018.

## Article annexe
- British Academy Film Award du meilleur film documentaire
- 6e cérémonie des British Academy Film Awards